# Silvaner (uva)

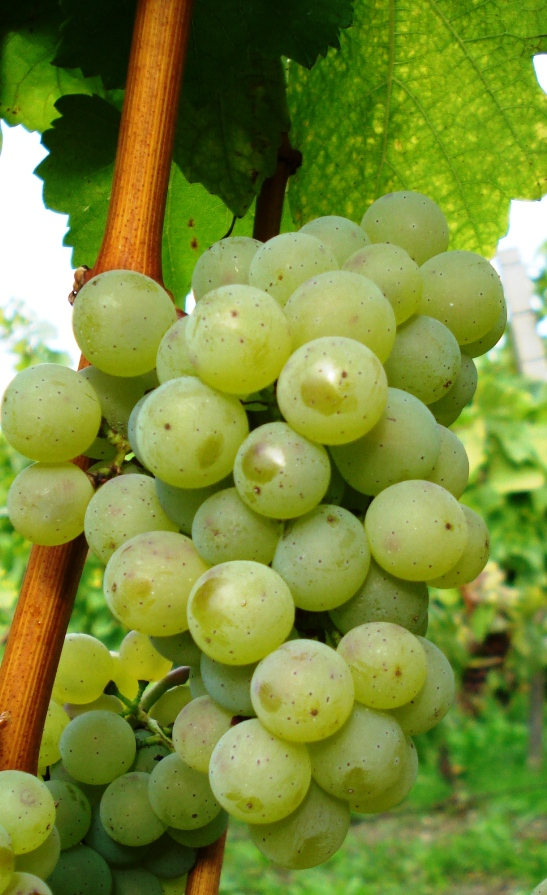
Racimo de silvaner.

La silvaner o sylvaner es una variedad de uva blanca que crece sobre todo en la región francesa de Alsacia y en Alemania. En Alemania suele usarse como componente del liebfraumilch y la producción aumentó en la década de 1970 en detrimento de la calidad. Aunque los vinos alsacianos de esta variedad estaban considerados los más simples, en 2006 se incluyó entre las variedades que podían usarse en la denominación Alsace Grand Cru, junto con las cuatro "uvas nobles" de la región, aunque solo se hace en un viñedo, el de Zotzenberg.
Esta dicotomía se explica por el vigor de la vid silvaner y por el sabor neutro de la uva, lo que puede conducir a que la uva sea insípida si no se controlan los rendimientos. Por otro lado, la uva es un lienzo en blanco para que le influyan las características del terruño, y en los buenos sitios la silvaner puede producir vinos elegantes. Tiene una acidez alta pero produce mostros pesados, por lo que a veces se mezcla con las variedades riesling o elbing y en ocasiones se elaboran con ella vinos de postre.

## Historia
La silvaner es una variedad antigua que ha crecido extensamente en Centroeuropa y en Transilvania. El análisis de su ADN ha revelado que es un cruce entre la tramminer y la uva huna österreichisch-weiß (que significa "austríaco blanco"). Se cree que se originó en Transivania, que fue parte del Imperio austríaco.
Se cree que la uva llegó a Alemania tras la guerra de los Treinta Años. Hay constancia de que se plantó silvaner de Austria en el condado de Castell, Franconia, el 5 de abril de 1659. De esta forma, en Alemania se celebró el 350 aniversario de la silvaner en 2009. Su nombre proviene del latín silva ("madera") o saevum ("salvaje") y la ampelografía moderna ha asumido algunas veces que esta variedad tiene un parentesco cercano con las vides silvestres. Antes del análisis de ADN, algunos creyeron que la uva se originó en Transilvania por el nombre de la variedad.
Tras la Segunda Guerra Mundial se plantó una gran cantidad de silvaner en Alemania y Alsacia, llegando a alcanzar el 30% y el 25%, respectivamente, de la superficie total de viñedos en las décadas de 1960 y 1970. Fue la variedad más cultivada de Alemania hasta que fue superada por la müller-thurgau en 1970. Buena parte de la cosecha fue mezclada para el vino liebfraumilch, pero la sobreproducción empeoró su reputación y el cambio en los gustos llevó a muchos a arrancar estas vides. No obstante, en Francia, donde no puede producirse liebfraumilch y donde durante décadas habían producido vinos blancos secos con esta variedad mientras que en otras regiones alemanas se dedicaban a hacer vinos semidulces, la silvaner ha mantenido su popularidad. El vino monovarietal semidulce de silvaner, que antes era común, casi ha desaparecido de la producción de vino alemán. Más recientemente ha habido un aumento de interés en Alsacia en las vides con poco rendimiento de viñedos situados en buenos lugares y en 2006 se incluyó la silvaner de Zotzenburg en la denominación Alsace Grand Cru.
Sylvaner es el vino que elige el protagonista de la novela de Julio Cortázar 62 Modelo para armar en las primeras páginas al entrar en el restaurante parisino Polidor “¿Por qué pedí una botella de Sylvaner?".

## Regiones

### Europa

#### Alemania

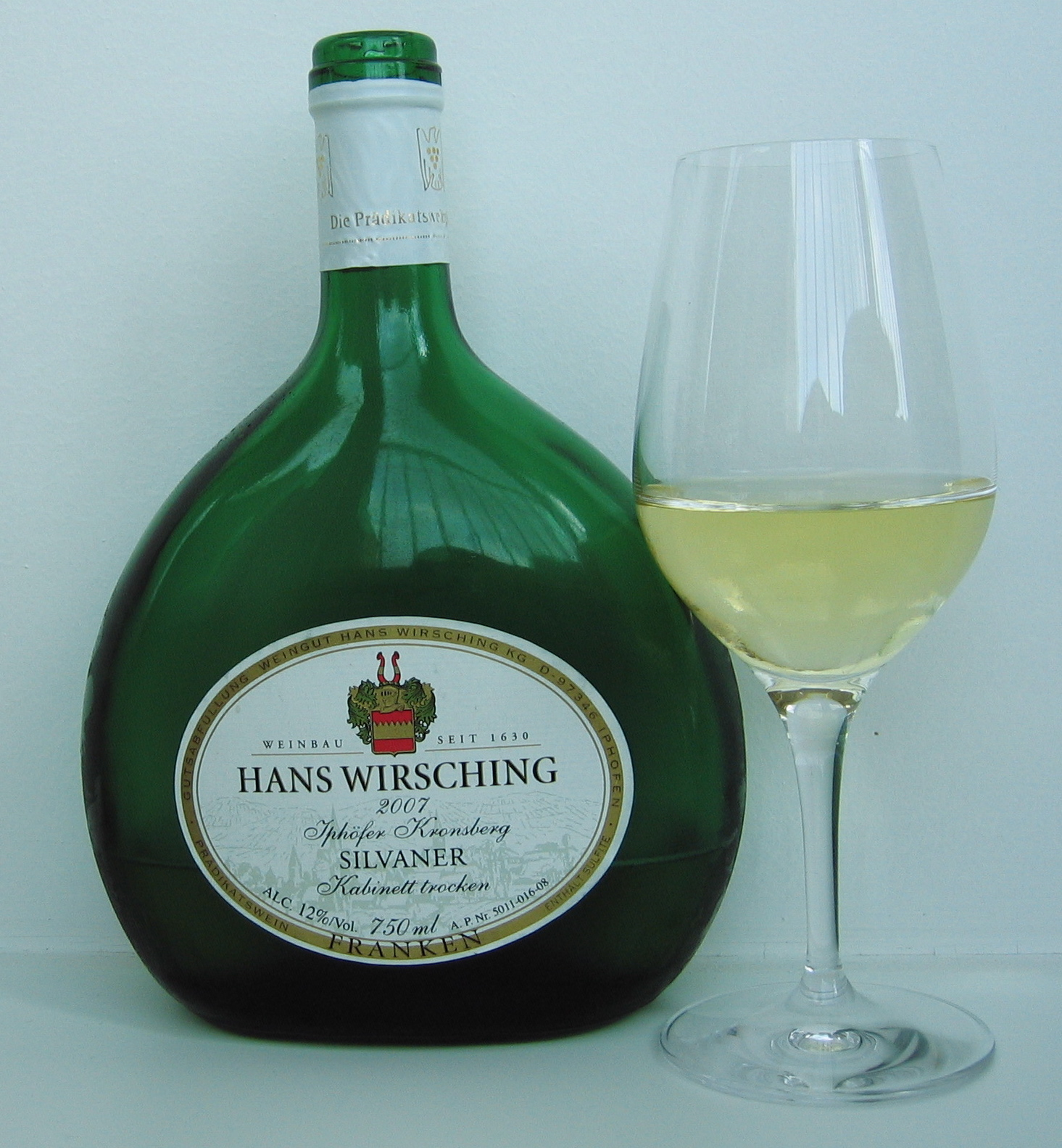
Un vino de silvaner de Franconia, en la típica botella bocksbeutel.

La primera constancia documental de la silvaner (con "i") data de 1659. Alcanzó un pico de popularidad entre 1960 y 1970, cuando llegó a ocupar un 30% de los viñedos de Alemania. No obstante, la sobreproducción durante los años de su uso para el liebfraumilch acabó con su reputación, y se ha concentrado en Franconia (1.425 ha), donde hay un buen terruño muschelkalk con tiza que produce vinos de silvaner que pueden competir con los mejores vinos blancos alemanes, que suelen estar hechos de riesling. Estos vinos son fuertes, acompañan bien a las comidas y suelen describirse como con un sabor terroso. En la VDP Erste Lage/Grosses Gewächs está regulado que los vinos de silvaner pueden ser usados para vinos Grosses Gewächs (los vinos más secos), pero solamente en Saale-Unstrut y no en las otras once regiones vinícolas alemanas. La silvaner también crece en Rheinhessen (2,486 ha) y en el Palatinado, y a veces también se elaboran vinos de postre. En la actualidad hay 6.000 ha de Alemania, lo que es solamente el 5,9% de toda la superficie de viñedos del país.
El nombre oficial de la variedad en Alemania es grüner silvaner, escritas con "i" latina, a diferencia de en Alsacia o en Austria, donde se escribe sylvaner, con "y".
El vino de silvaner no suele guardarse en barricas. Esto es porque la suave frutalidad y el cuerpo del vino de silvaner puede ser cubierto por el sabor a roble.

#### Austria
Hay solamente 34 ha de silvaner en su tierra de origen, a causa de la tendencia austríaca de producir vinos secos.

#### Francia
La silvaner tiene un lugar controvertido en el vino de Alsacia. Desde 2006, puede usarse en la Alsace Grand Cru, que antes estaba reservado a cuatro "uvas nobles" (gewürztraminer, moscatel, pinot gris y riesling) pero solamente en los viñedos de Zotzenberg, donde está permitida junto con 
la altenberg de Bergheim y la aefferkopf para producir vinos de mezcla de la denominación Alsace Grand Cru. Los vinos grand cru de Zotzenberg pueden contener gewürztraminer, pinot gris, riesling y sylvaner en cualquier combinación. También es posible producir en Zotzenberg vinos monovarietales de silvaner, pero no se pueden etiquetar como "grand cru" sino simplemente como "Zotzenberg". A pesar de esto, según Jean Trimbach "el silvaner grand cru solo es posible en Zotzenberg, como un reconocimiento a ese terruño, pero el asunto se detiene ahí". Al igual que en Alemania, la popularidad de la silvaner ha decaído desde la década de 1970, pasando en esa década de ser un 25% de los viñedos alsacianos a ser un 10%.

#### Suiza
Hay algunas plantaciones en Suiza, donde es conocida como johannisberger o sylvaner (con "y").

#### Eslovaquia
La silvaner ha crecido tradicionalmente en la villa de Limbach, Eslovaquia, y son famosos los vinos de silvaner de ese lugar y de los alrededores.

#### Croacia
La silvaner crece en el este de Croacia (conocida como silvanac zeleni), en las regiones de Slavonija y Srijem. En los últimos años, los vinos semisecos de silvanac zeleni se han convertido en los vinos blancos más populares.

#### Rumanía
En Transilvania se cree que ese el lugar donde surgió la silvaner. Crecen dos subvariedades: la sylvaner roz (rosada) y la sylvaner verde B (que es la grüner silvaner o silvaner) en los viñedos de Jidvei (Tarnava) y Nachbil (Dealurile Sătmarului, Satu Mare).

### Nuevo Mundo

#### Australia
En la década de 1970 la bodega Brown Brothers experimentó con la silvaner en el noreste de Victoria, pero no han obtenido resultados.

#### Estados Unidos
En 1858, Emmil Dresel llevó a América los primeros esquejes de y los plantó en la finca Scribe, en el condado de Sonoma. En su honor, Scribe Winery plantó un acre en 2007. Ha crecido durante muchos años en los viñedos de la bodega Rancho Sisquoc Winery en el valle de Santa María de California. La sylvaner casi ha desaparecido de California, donde era conocida como sylvaner riesling, franken riesling, monterey riesling y sonoma riesling. Oregón tiene algunas plantaciones de sylvaner de David Hill Vineyards, en Forest Grove.

## Viticultura
La vid es vigorosa y productiva. Tiene hojas con tres lóbulos. Los racimos son pequeños y cilíndricos, con uvas de tamaño medio y color verdoso que maduran rápidamente.
En 1940, la silvaner fue cruzada con la chasselas para producir la vairedad de uva blanca nobling.

## Sinónimos
La variedad también es conocida con los sinónimos arvine, arvine grande, augustiner weiss, beregi szilvani, boetzinger, clozier, cynifadl zeleny, cynifal, fliegentraube, frankenriesling, frankentraube, fueszeres szilvani, gamay blanc, gentilvvert, gros rhin, gros-rhin, gruen silvaner, gruenedel, gruenfraenkisch, grün silvaner, haeusler schwarz, johannisberger, mishka, momavaka, monterey riesling, moravka, movavka, muschka, mushza, musza, nemetskii rizling, oesterreicher, oestreicher, pepltraube, picardon blanc, picardou blanc, plant du rhin, rhin, rundblatt, salfin, salfine bely, salvaner, salviner, scharvaner, scherwaner, schoenfeilner, schwaebler, schwuebler, sedmogradka, sedmogradska zelena, selenzhiz, selivan, silvanske zelene, sonoma riesling, sylvan zeleny, sylvaner, sylvaner verde, szilvani feher, tschafahnler, yesil silvaner, zelencic, zeleny, zierfandler, zierifandel, zinifal, zoeld szilvani, zoeldsilvani, syilvaner, siylvaner, sylvaner vert, grüner sylvaner, grünfraenkisch, franken riesling y grüner silvaner.